# Fangchenggang
Fangchenggang är en stad på prefekturnivå i den autonoma regionen Guangxi i södra Kina.

## Historia
Orten löd länge under Qinzhou prefektur, men 1887 etablerades orten som Fangchengs härad i Guangdong-provinsen. 1957-59 ombildades orten till Dongxings autonoma härad för zhuangfolket och 1965 överfördes hela det autonoma häradet till Guangxi-provinsen, som nu fick en längre kustlinje. 1978 ändrades det autonoma häradets namn till Fangchenggang och 1978 blev orten en stad på prefekturnivå

## Administrativ indelning
Fangchenggang är indelat i två stadsdistrikt, en stad på häradsnivå och ett härad:
- Stadsdistrikt Gangkou - 港口区 Gǎngkǒu qū ;
- Stadsdistrikt Fangcheng - 防城区 Fángchéng qū ;
- Staden Dongxing - 东兴市 Dōngxīng qū ;
- Häradet Shangsi - 上思县 Shàngsī xiàn.